# Corynoptera bisulca
Corynoptera bisulca är en tvåvingeart som beskrevs av Werner Mohrig och Boris Mamaev 1987. Corynoptera bisulca ingår i släktet Corynoptera och familjen sorgmyggor. Inga underarter finns listade i Catalogue of Life.